# Mistrzostwa Europy we wspinaczce sportowej
Mistrzostwa Europy we wspinaczce sportowej (ang. IFSC Climbing European Championships) – europejskie zawody wspinaczkowe organizowane są przez Międzynarodową Federację Wspinaczki Sportowej (IFCS) począwszy od 1992 roku, które odbyły się w Niemczech we Frankfurcie nad Menem.

## Edycje Mistrzostw Europy
Rodzaje konkurencji rozgrywanych na Mistrzostwach Europy w ramach wspinaczki sportowej;
B – bouldering, P – prowadzenie, C – na czas oraz Ł – wspinaczka łączna.
| Lp. | Rok  | Miejsce             | Państwo         | Data              | Konkurencje |
| --- | ---- | ------------------- | --------------- | ----------------- | ----------- |
| 1   | 1992 | Frankfurt           | Niemcy          | 18.09.1992        | P + C       |
| 2   | 1996 | Paryż               | Francja         | 28.01.1996        | P + C       |
| 3   | 1998 | Norymberga          | Niemcy          | 03.04.1998        | P + C       |
| 4   | 2000 | Monachium           | Niemcy          | 07.10.2000        | P + C       |
| 5   | 2002 | Chamonix            | Francja         | 11–14.07.2002     | B + P + C   |
| 6   | 2004 | Lecco               | Włochy          | 11–27.10.2004     | B + P + C   |
| 7   | 2006 | Jekaterynburg       | Rosja           | 29.06–3.07.2006   | P + C 1)    |
| 7   | 2007 | Birmingham1)        | Wielka Brytania | 16–18.03.2007     | B           |
| 8   | 2008 | Paryż               | Francja         | 15–18.10.2008     | B + P + C   |
| 9   | 2010 | Imst/Innsbruck      | Szwajcaria      | 14–18.09.2010     | B + P + C   |
| 10  | 2013 | Chamonix            | Francja         | 12–13.07.2013     | P + C       |
| 10  | 2013 | Eindhoven           | Holandia        | 31.08–1.09.2013   | B           |
| 11  | 2015 | Innsbruck           | Szwajcaria      | 14–16.05.2015     | B           |
| 11  | 2015 | Chamonix            | Francja         | 10–12.07.2015     | P + C       |
| 12  | 2017 | Campitello di Fassa | Włochy          | 30.06–1.07.2017   | P + C       |
| 12  | 2017 | Monachium           | Niemcy          | 18–19.08.2017     | B + Ł       |
| 13  | 2019 | Zakopane            | Polska          | 5–7.09.2019       | B           |
| 13  | 2019 | Edynburg            | Wielka Brytania | 4–6.10.2019       | P + C       |
| 14  | 2020 | Moskwa              | Rosja           | 020–28.11.2020    | B + P + C   |
| 15  | 2022 | Monachium           | Niemcy          | 011–21.08.2022    | B + P + C   |
| 16  | 2024 | Villars             | Szwajcaria      | 0 24.08–1.09.2024 | B + P + C   |

1) ME 2006 w Jekaterynburgu – nie odbyła się tam konkurencja boulderingu, rozegrano ją jako edycja ME 2007 w Birmingham pod tym samym oznaczeniem (liczbą 7).